# Jiang Haiqi
Jiang Haiqi (China, 17 de enero de 1992) es un nadador chino especializado en pruebas de media distancia estilo libre, donde consiguió ser medallista de bronce olímpico en 2012 en los relevos de 4x200 metros.

## Carrera deportiva
En los Juegos Olímpicos de Londres 2012 ganó la medalla de bronce en los relevos de 4x200 metros estilo libre, con un tiempo de 7:06.30 segundos, tras Estados Unidos (oro) y Francia (plata).